# Nieobliczalny
Nieobliczalny (ang. Shadow Man) – film sensacyjny z 2006 roku.

## Fabuła
Jack Foster, były agent CIA, zostaje nieświadomie wplątany w aferę szpiegowską. Jego dawni koledzy z pracy wykorzystują go do przemycenia za granicę śmiertelnego wirusa. Okazuje się, że są inni ludzie pragnący posiąść tę niebezpieczną broń biologiczną. Nieświadom intrygi, w jaką został wmieszany, Jack zabiera swoją córkę w podróż po Europie, gdzie dziewczyna zostaje porwana przez tajemniczego, obcego agenta. 

## Obsada
- Steven Seagal - Jack Foster
- Eva Pope - Anya
- Imelda Staunton - ambasador Cochran
- Vincent Riotta - Harry
- Michael Elwyn - George
- Skye Bennett - Amanda Foster
- Garrick Hagon - Waters
- Alex Ferns - Schmitt